# كلوستريديوم مغيزلي الشكل
كلوستريديوم كلوستريديوفورم أو كلوستريديوم مغيزلي الشكل (نسبة إلى الشكل الذي يشبه المغزل الصغير) هي بكتيريا موجبة غرام لاهوائية، محركة.

## روابط خارجية
- "كلوستريديوم مغيزلي الشكل". دليل الحياة. ITIS. أنواع 2000.{{استشهاد ويب}}:  صيانة الاستشهاد: آخرون (link)
- (بالfr+en) مرجع موسوعة الحياة (EOL) : كلوستريديوم مغيزلي الشكل
- Type strain of Clostridium clostridioforme at BacDive - the Bacterial Diversity Metadatabase